# 波多羅日涅 (斯特雷市鎮)
49°10′37″N 24°4′11″E / 49.17694°N 24.06972°E
波多羅日涅（烏克蘭語：Подорожнє），是烏克蘭的村庄，位於該國西部利沃夫州，由斯特雷區斯特雷市鎮負責管轄，始建於1722年，面積13平方公里，海拔高度259米，2001年該城鎮人口1,134。